# Kispréposti palota (Eger)

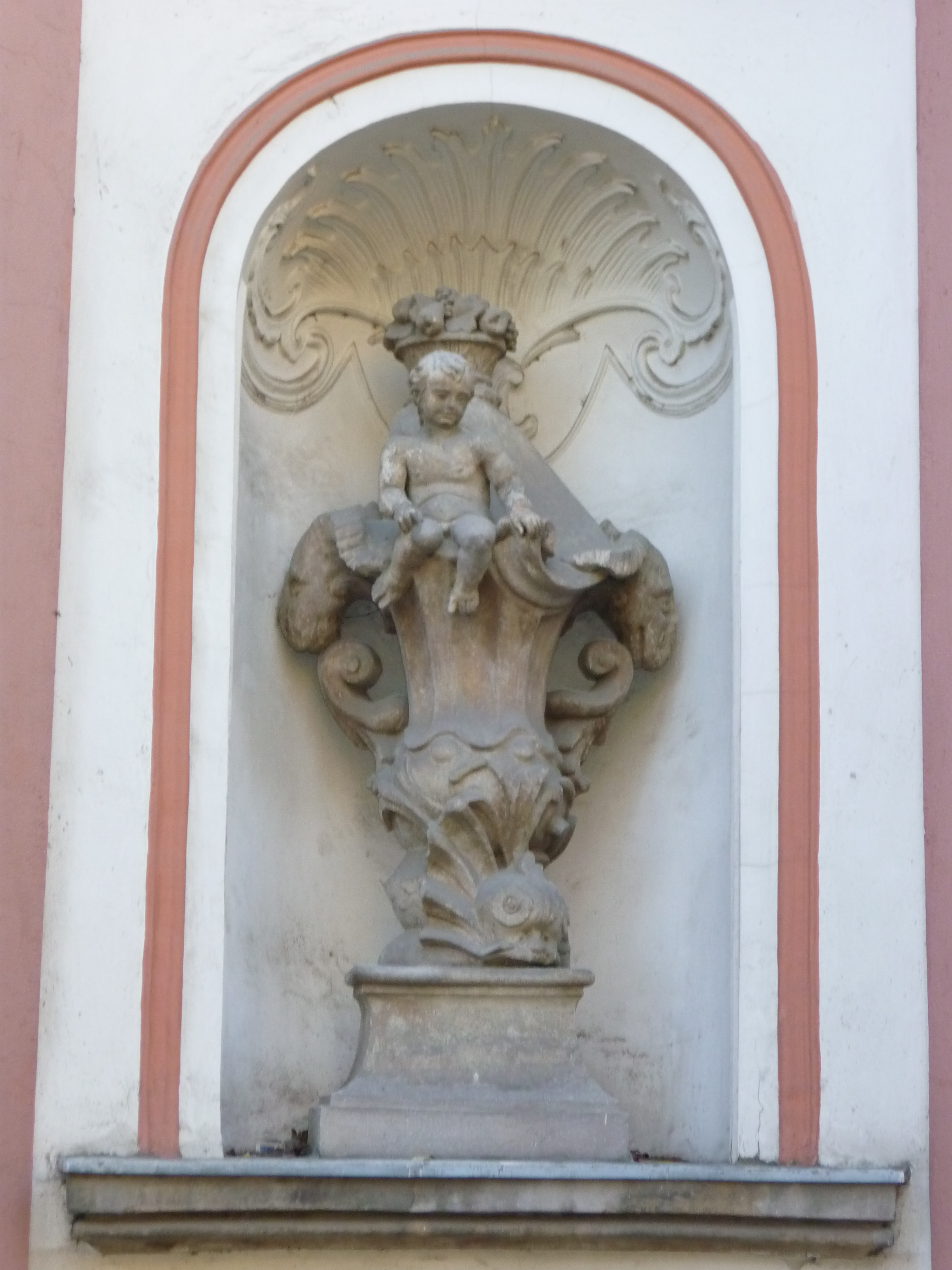
Puttóval díszített váza

A kispréposti palota az egri Kossuth Lajos utca 4. alatt áll,  az utca barokk épületegyüttesének egyik nevezetes tagja.

## Története
A rokokó palotát Androvics Miklós prépost-kanonok építtette 1758-ban, Gerl Mátyás tervei alapján.  Eredeti, manzárdos tetőszerkezete az 1827-es tűzvészben leégett, ezután sátortetőt kapott. 1908-ban a már igen elkopott falképeket megújították; némelyiket teljesen rekonstruálták. 1980-ban összefüggő műemléki helyreállítást végeztek az épületen, amikor további elemek rekonstrukcióját is elvégezték, és egyéb kiegészítéseket eszközöltek.
Az emeleten van az ICOMOS (Történelmi Városok Bizottsága) magyarországi szervezetének székhelye és a Kulturális Örökségvédelmi Hivatal egri irodája.

## Az épület
Műemlék: törzsszáma 1990 (helyrajzi száma: 6573).
Szabadon álló, a zártsorú beépítéshez kertkapukkal csatlakozó, U alaprajzú, egyemeletes
épület, utcai homlokzatán erősen előreugró középrizalittal. A rizalit középtengelyében
a főpárkány fölött íves timpanon látható, a kapu fölötti erkély konzolokon nyugszik. Az erkély korlátját és az ablakok kovácsoltvas rácsait Fazola Henrik készítette.
A homlokzat homorúan ívelt oldalsó szakaszain a földszinten egy-egy fülkében óriási kővázát helyeztek el; a vázákon egy-egy puttó ül. A földszinti és emeleti terek boltozatosak.
A mályvaszínű épület szerkezete egy Barkóczy Ferenc püspök udvarában kialakult helyi szokást követ: a kapualjból baloldalt indul az emeletre vezető lépcső, hogy a hintóból kiszálló vendéget szertartásosan fogadhassák. A kőkorlátos lépcsőházat is puttók díszítik. Az emeleti díszterem mennyezeti freskóját (Az Erény diadala a Bűn felett) Kracker János Lukács festette 1774-ben. A falakat is gazdag, festett díszítések, az emeleti helyiségeket Hutter János Lukács (1758) és Kracker János Lukács (1774) falképei ékítik.